# Carolina Dieckmann

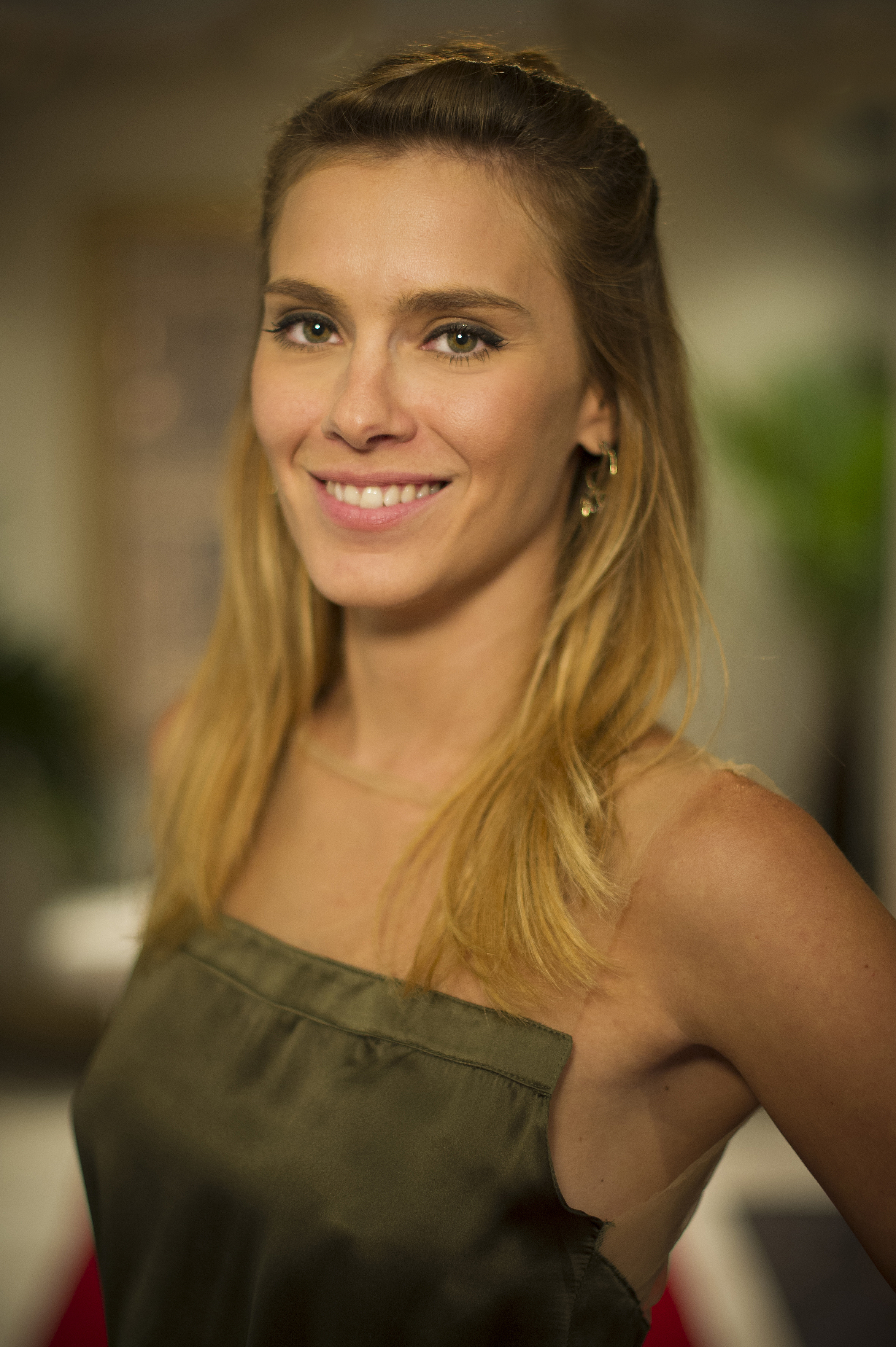
Carolina Dieckmann

Carolina Dieckmann Worcman (anhörenⓘ; * 16. September 1978 in Rio de Janeiro) ist eine brasilianische Filmschauspielerin.

## Leben
Carolina Dieckmann ist die Tochter des Ingenieurs Roberto Dieckmann und der Sekretärin Maíra Dieckmann, ihre Urgroßeltern waren deutsche Einwanderer. Mit der Miniserie Sex Appeal hatte sie 1993 ihre erste TV-Rolle. Es folgten eine Reihe von Auftritten in Telenovelas sowie am Theater. Mit der Darstellung der an Leukämie erkrankten Camila in der Serie Laços de Família wurde sie 2000 landesweit bekannt, die Anzahl der Knochenmarkspender in Brasilien stieg zu dieser Zeit signifikant.
Es folgten eine Reihe von Telenovelas wie Mulheres Apaixonadas, Senhora do Destino, Cobras & Lagartos oder Três Irmãs.

## Privatleben
Carolina Dieckmann war von 1997 bis 2003 mit dem Schauspieler Marcos Frota verheiratet, mit dem sie einen Sohn hat. Seit 2007 ist sie mit dem TV-Regisseur Tiago Worcman verheiratet. In jenem Jahr kam ihr Sohn José zur Welt. Seit 2016 wohnt das Paar in Miami, USA.

## Filmografie
- 1993: Sex Appeal (Miniserie, 20 Folgen)
- 1993: Fera Ferida (Fernsehserie, ? Folgen)
- 1994: Tropicaliente (Fernsehserie, ? Folgen)
- 1995–1997: Malhação (Fernsehserie, 22 Folgen)
- 1996: Vira-Lata (Fernsehserie, ? Folgen)
- 1997: Por Amor (Fernsehserie, ? Folgen)
- 2000–2001: Laços de Família (Fernsehserie, ? Folgen)
- 2003: Mulheres Apaixonadas (Fernsehserie, 203 Folgen)
- 2004: Da Cor do Pecado (Fernsehserie, 5 Folgen)
- 2004–2005: Senhora do Destino (Fernsehserie, 163 Folgen)
- 2006: Cobras & Lagartos (Fernsehserie, 165 Folgen)
- 2008–2009: Três Irmãs (Fernsehserie, 155 Folgen)
- 2010: Passione (Fernsehserie, 105 Folgen)
- 2011–2012: Fina Estampa (Fernsehserie, 14 Folgen)
- 2012–2013: Salve Jorge (Fernsehserie, 20 Folgen)
- 2013: Jóia Rara (Fernsehserie, 3 Folgen)
- 2017: Treze Dias Longe do Sol (Fernsehserie, 10 Folgen)